# Danske mesterskaber i atletik 2012
Danske mesterskaber i atletik 2012 er det 119. år med danske mesterskab i atletik.

## Udenlandske statsborger
Der er i 2012 indført nye regler om at udenlandske statsborgeres deltagelse: Man kan kun deltage i konkurrencen om danske mesterskaber individuelt, såfremt man er medlem af en klub under Dansk Atletik Forbund og har haft fast bopæl i Danmark de forudgående 24 måneder, dvs. at man har været tilmeldt folkeregisteret eller tilsvarende offentlig myndighed. Der ud over skal man have givet afkald på at deltage i sit hjemlands mesterskaber, samt givet afkald på at stille op for sit hjemland, i internationale turneringer samme år.
DM-inde er åben for deltagere fra udenlandske foreninger, samt udenlandske deltagere som repræsenterer en dansk klub uden at opfylde opfylde anførte regler om fast bopæl i Danmark. De kan ikke blive dansk mester og modtage DM-medaljer. Gæsterne vil ikke kunne optage plads i semifinaler og finaler, hvis det samtidig betyder, at de regulære deltagere herved udelukkes fra samme.
Udenlandske statsborgere er i oversigten mærkeret med flag for det land de er statsborgere i.

## Danske mesterskaber i atletik 2011
- 4-5. februar 2012 DM-inde i mangekamp Helsingborg
- 25-26. februar 2012 DM-inde Sparbank Arena i SkiveDM INDE 2012 (Webside ikke længere tilgængelig)
- 10. Marts 2011 DM kapgang-inde Ballerup
- 10-11. Marts 2011 DM lang og kort cross Aarhus

Listen er ikke komplet.

## Mænd
| Disciplin                                 | Guld                                                                                    | Sølv | Bronze                                                                                           |
| ----------------------------------------- | --------------------------------------------------------------------------------------- | --- | ------------------------------------------------------------------------------------------------ |
| 100 meter                                 | Frederik Thomsen Ballerup AK 10,63                                                      | Mike Kalisz Sparta Atletik 10,88                                                                              | Morten Dalgaard Madsen Skive AM 10.99                                                            |
| 200 meter                                 | Nick Ekelund-Arenander KIF 21.38                                                        | Mike Kalisz Sparta 21.67                                                                                      | Morten Jensen Sparta 21.77                                                                       |
| 400 meter                                 | Nick Ekelund-Arenander KIF 47.41                                                        | Nicklas Hyde Sparta 49.09                                                                                     | Asger Gerrild KIF 49.20                                                                          |
| 800 meter                                 |                                                                                         | |                                                                                                  |
| 1500 meter                                |                                                                                         | |                                                                                                  |
| 5000 meter                                |                                                                                         | |                                                                                                  |
| 10.000 meter                              |                                                                                         | |                                                                                                  |
| 110 meter hæk                             |                                                                                         | |                                                                                                  |
| 400 meter hæk                             |                                                                                         | |                                                                                                  |
| 3000 meter forhindring                    |                                                                                         | |                                                                                                  |
| Højdespring                               |                                                                                         | |                                                                                                  |
| Stangspring                               |                                                                                         | |                                                                                                  |
| Længdespring                              |                                                                                         | |                                                                                                  |
| Trespring                                 |                                                                                         | |                                                                                                  |
| Kuglestød                                 |                                                                                         | |                                                                                                  |
| Hammerkast                                |                                                                                         | |                                                                                                  |
| Diskoskast                                |                                                                                         | |                                                                                                  |
| Spydkast                                  |                                                                                         | |                                                                                                  |
| Vægtkast                                  |                                                                                         | |                                                                                                  |
| Kastefemkamp                              |                                                                                         | |                                                                                                  |
| Tikamp                                    |                                                                                         | |                                                                                                  |
| 4 x 100 meter                             |                                                                                         | |                                                                                                  |
| 1000 meter stafet (100-200-300-400 meter) |                                                                                         | |                                                                                                  |
| 4 x 400 meter                             |                                                                                         | |                                                                                                  |
| 4 x 1500 meter                            |                                                                                         | |                                                                                                  |
| 5000 meter gang -bane                     |                                                                                         | |                                                                                                  |
| 10000 meter gang -bane                    |                                                                                         | |                                                                                                  |
| 10000 meter gang -bane Hold               |                                                                                         | |                                                                                                  |
| 10km landevej                             |                                                                                         | |                                                                                                  |
| Kort cross                                |                                                                                         | |                                                                                                  |
| Kort cross hold                           |                                                                                         | |                                                                                                  |
| Lang cross                                |                                                                                         | |                                                                                                  |
| Lang cross hold                           |                                                                                         | |                                                                                                  |
| Halvmaraton                               |                                                                                         | |                                                                                                  |
| Maraton                                   |                                                                                         | |                                                                                                  |
| 100 km                                    |                                                                                         | |                                                                                                  |
| 24 timer                                  |                                                                                         | |                                                                                                  |
| Danmarksturneringen                       |                                                                                         | |                                                                                                  |
| 60 meter inde                             | Martin Krabbe AK Holstebro 6,73                                                         | Frederik Thomsen Ballerup Atletik Klub 6,83                                                                   | Andreas Trajkovski Københavns IF 6,92                                                            |
| 200 meter inde                            | Nick Ekelund-Arenander Københavns IF 21,65                                              | Nicklas Hyde Sparta Atletik 21,71                                                                             | Mike Kalisz Sparta Atletik 22,29                                                                 |
| 400 meter inde                            | Nick Ekelund-Arenander Københavns IF 47,01 DR                                           | Jacob Fabricius Riis Sparta Atletik 47,47                                                                     | Nicklas Hyde Sparta Atletik 48,65                                                                |
| 800 meter inde                            | Andreas Bube Bagsværd AC 1,52,20                                                        | Rasmus Terp Aarhus 1900 1,53,16                                                                               | Thomas Kjær Aarhus 1900 1,57,24                                                                  |
| 1500 meter inde                           | Jakob Hoffmann Aarhus 1900 3,57,36                                                      | Ole Hesselbjerg Sparta Atletik 3,59,07                                                                        | Peter Glans OA/OGF 4,04,19                                                                       |
| 3000 meter inde                           | Jakob Hannibal Klausen Sparta Atletik 8,06,08                                           | Abdi Ulad Hakin Korsør AM 8,07,36                                                                             | Jesper Faurschou Herning Løbeklub 8,21,55                                                        |
| 60 meter hæk                              | Andreas Martinsen AK Holstebro 7,90                                                     | Jon Yde Bentsen Aalborg AM 8,05                                                                               | Christian Lind Nielsen Aarhus 1900 8,18                                                          |
| Højdespring inde                          | Janick Klausen Aarhus 1900 2,15                                                         | Frederik Thomsen Ballerup AK 2,06                                                                             | Charles Kamau Aabenraa IG 2,03                                                                   |
| Stangspring inde                          | Rasmus W. Jørgensen Sparta Atletik 5,35                                                 | Mikkel Nielsen Sparta Atletik 5,25                                                                            | Andreas Rønning Ballerup Atletik Klub 4,95                                                       |
| Længdespring inde                         | Morten Jensen Sparta Atletik 7,80                                                       | Andreas Trajkovski Københavns IF 7,59                                                                         | Frederik Thomsen Ballerup Atletik Klub 7,36                                                      |
| Trespring inde                            | Peder Pawel Nielsen Aarhus 1900 16,49                                                   | Anders Møller Sparta Atletik 16,35                                                                            | Jannick Bagge Hvidovre AM 14,67                                                                  |
| Kuglestød inde                            | Kim Juhl Christensen Sparta Atletik 18,87                                               | Kenneth Mertz Sparta Atletik 17,91                                                                            | Nick Petersen Sparta Atletik 17,83                                                               |
| Syvkamp inde                              | Martin Grønne Korsør AM 3672p                                                           | - | -                                                                                                |
| 4 x 200 meter inde                        | Sparta Atletik I Mike Kalisz - Nicklas Hyde - Nicklas Müller - Morten Jensen 1,27,08 DR | Københavns IF Andreas Trajkovski - Nick Ekelund-Arenander - Christian Trajkovski - Brian O. Jørgensen 1,28,44 | Sparta Atletik II Jesper Simonsen - Emil Strøm - Nicolai Hartling - Jacob Fabricius Riis 1,28,91 |

## Kvinder
| Disciplin                                 | Guld | Sølv | Bronze                                                                                           |
| ----------------------------------------- | --- | --- | ------------------------------------------------------------------------------------------------ |
| 100 meter                                 | Anna Olsson Sparta 12.16 | Martha Traoré Sparta 12.40                                                                                   | Sara Brahmer Svendsen HVAM 12.57                                                                 |
| 200 meter                                 | Sara Slott Petersen Århus 1900 24.18                                                                                               | Anna Olsson Sparta 24.92                                                                                     | Sara Brahmer Svendsen HVAM 25.78                                                                 |
| 400 meter                                 | Stina Troest Amager AC 56.92 | Line Køhlert Viking 58.38                                                                                    | Anne Sofie Kirkegaard Sparta 58.59                                                               |
| 800 meter                                 | | |                                                                                                  |
| 1500 meter                                | | |                                                                                                  |
| 5000 meter                                | | |                                                                                                  |
| 10000 meter                               | | |                                                                                                  |
| 100 meter hæk                             | | |                                                                                                  |
| 400 meter hæk                             | | |                                                                                                  |
| 3000 meter forhindring                    | | |                                                                                                  |
| Højdespring                               | | |                                                                                                  |
| Længdespring                              | | |                                                                                                  |
| Stangspring                               | | |                                                                                                  |
| Trespring                                 | | |                                                                                                  |
| Kuglestød                                 | | |                                                                                                  |
| Diskoskast                                | | |                                                                                                  |
| Spydkast                                  | | |                                                                                                  |
| Hammerkast                                | | |                                                                                                  |
| Kastefemkamp                              | | |                                                                                                  |
| Syvkamp                                   | | |                                                                                                  |
| 4 x 100 meter                             | | |                                                                                                  |
| 1000 meter stafet (100-200-300-400 meter) | | |                                                                                                  |
| 4 x 400 meter                             | | |                                                                                                  |
| 4 x 800 meter                             | | |                                                                                                  |
| 10km landevej                             | | |                                                                                                  |
| Kort cross                                | | |                                                                                                  |
| Kort cross -hold                          | | |                                                                                                  |
| Lang cross                                | | |                                                                                                  |
| Lang cross -hold                          | | |                                                                                                  |
| Halvmaraton                               | | |                                                                                                  |
| Maraton                                   | | |                                                                                                  |
| Maraton -hold                             | | |                                                                                                  |
| 100 km                                    | | |                                                                                                  |
| 24 timer                                  | | |                                                                                                  |
| 3000 meter gang (bane)                    | | |                                                                                                  |
| 5000 meter gang (bane)                    | | |                                                                                                  |
| Danmarksturneringen                       | | |                                                                                                  |
| 60 meter inde                             | Annelouise Villum Jensen Aarhus 1900 7,80                                                                                          | Mathilde Uldall Kramer Aabenraa IG 7,85                                                                      | Louise Østergård Randers Atletikklub Freja 7,96                                                  |
| 200 meter inde                            | Sara Slott Petersen Arhus 1900 24,41                                                                                               | Katrine Mikkelsen Københavns IF 26,00                                                                        | Nickoline Skifter Andersen AK Delta Slagelse 26.89                                               |
| 400 meter inde                            | Sara Slott Petersen Århus 1900 55,03                                                                                               | Rikke Rønholt Sparta Atletik 58,20                                                                           | Katrine Mikkelsen Københavns IF 58,62                                                            |
| 800 meter inde                            | Rikke Rønholt Sparta Atletik 2,08,89                                                                                               | Dagmar Fæster Olsen Allerød AM 2,12,19                                                                       | Josefine Rytter Bagsværd AC 2,13,76                                                              |
| 1500 meter inde                           | Marie-Louise Brasen Sparta Atletik 4,40,14                                                                                         | Simone Glad OA/OGF 4,42.37                                                                                   | Maria Larsen Københavns IF 4,45,71                                                               |
| 3000 meter inde                           | Simone Glad Odense Atletik 9,56,07                                                                                                 | Marie-Louise Brasen Sparta Atletik 10,05,08                                                                  | Caroline Groth Tauson Sparta Atletik 10,41,76                                                    |
| 60 meter hæk                              | Anne Møller Aabenraa IG 8,75 | Mathilde Heltbech Helsingør IF 8,81                                                                          | Anne Sofie Vermund Sparta Atletik 9,11                                                           |
| Højdespring inde                          | Sandra Bokvist Christensen Amager AC 1,67 1. forsøg, vandt efter omspring da hun var den eneste af fire som tog 1,67 to gange til. | Sofie Albrechtsen Esbjerg AM 1,67 1. forsøg, vandt sølv efter omspring da hun tog 1,67 en gange til.         | Tine Bach Ejlersen Aarhus 1900 1,67 1. forsøg Mathilde Diekema Jensen Aarhus 1900 1,67 1. forsøg |
| Stangspring inde                          | Caroline Bonde Holm Sparta Atletik 4,25                                                                                            | Iben Høgh-Pedersen Randers Atletikklub FREJA 4,15                                                            | Amalie Bang Petersen Randers Atletikklub FREJA 3,55                                              |
| Længdespring inde                         | Tine Bach Ejlersen Aarhus 1900 5,79                                                                                                | Jessie Ipsen Københavns IF 5,77                                                                              | Martha Traore Sparta Atletik 5,71                                                                |
| Trespring inde                            | Jessie Ipsen Københavns IF 12,42                                                                                                   | Laetitia Kim Bruun Sparta Atletik 12,33                                                                      | Katrine Holten Kristensen Københavns IF 12,11                                                    |
| Kuglestød inde                            | Trine Mulbjerg Århus 1900 15,46 | Maria Sløk Hansen Hvidovre AM 13,78                                                                          | Nina Otto Sparta Atletik 13,23                                                                   |
| Femkamp inde                              | Tine Bach Ejlersen Aarhus 1900 3858p                                                                                               | Ronja Egsmose Københavns IF 2583p                                                                            | Maria Hansen Københavns IF 1801p                                                                 |
| 4 x 200 meter inde                        | Århus 1900 Annelouise Villum Jensen - Tine Bach Ejlersen - Frida Sångren - Sara Slott Petersen 1.41.36 DR                          | Københavns IF Katrine Mikkelsen - Katrine Holten Kristensen - Jessie Ipsen - Astrid Glenner-Frandsen 1,45,08 | Sparta Atletik Jessica Pointing - Martha Traoré - Lisa Lertoft - Sandra Böll 1,46,44             |

## Medaljefordeling
| Disciplin | Guld | Sølv | Bronze |
| --------- | ---- | ---- | ------ |
|           |      |      |        |